# Whitesmiths
Whitesmiths Limited — компания по производству программного обеспечения из Уэстфорда (англ.) (штат Массачусетс, США). Выпускала и занималась продажей Unix-подобной операционной системы под названием Idris и первого коммерческого компилятора языка Си - Whitesmiths C.
Компилятор Whitesmiths, написанный для компьютера PDP-11, был выпущен в 1978 году и компилировал версию Си схожую с принятой в Version 6 Unix (оригинальный компилятор Си Денниса Ритчи). Это была полностью новая реализация, не имевшая заимствований кода из Unix. Сегодня, компилятор помнят в основном за название специфического стиля отступов, изначально использовавшегося в примерах программного кода, сопровождавших компилятор. Первым заказчиком компилятора Си от Whitesmiths была компания Fischer & Porter, производящая оборудования для управления технологическими процессами и располагавшаяся в Уорминстере (англ.) (штат Пенсильвания, США).
В 1983 году Whitesmiths образовала технологический и деловой альянс с французской компанией COSMIC Software. В то время, Whitesmiths выпускала 16-битные компиляторы Си и Паскаля для компьютеров класса PDP-11, а COSMIC выпускала 8-битные компиляторы для процессоров Intel и Motorola. Таким образом альянс предлагал компиляторы для обоих рынков. Whitesmiths активно участвовала в разработке оригинального стандарта ANSI C, поддерживалась несколькими членами комитета по стандартизации и проводила на своей базе некоторые технические совещания. Whitesmiths была одним из первых поставщиков компилятора Си соответствующего стандарту ANSI C.
Президентом компании с 1978 по 1988 годы был Ф. Д. Плоджер. В декабре 1988 года Whitesmiths объединилась с компанией Intermetrics.